# Aymoré Moreira
Pour les articles homonymes, voir Moreira.
Aymoré Moreira, né le 24 avril 1912 à Miracema et mort le 26 juillet 1998 à Salvador, était un footballeur et entraîneur brésilien.

## Biographie
Durant sa carrière de joueur, il était gardien de but, notamment au Botafogo de 1936 à 1946. 
Il compte également quelques matches en équipe du Brésil. Devenu entraîneur, il a dirigé plusieurs clubs (Portuguesa, Botafogo FR, São Paulo FC) et surtout l'équipe du Brésil à deux reprises, en 1953 (il succède alors à son frère Zezé Moreira) puis de 1961 à 1963. 
En 1962 au Chili, Aymoré Moreira conduit la Seleção à un deuxième titre de champion du monde. Il mène également le Brésil à la victoire lors de la Copa Roca en 1963. 
Au total, il aura été entraîneur du Brésil lors de 67 matches, pour un bilan de 37 victoires, 9 nuls et 15 défaites. 